# Leopoldo Román
Francisco Leopoldo del Corazón de Jesús Román Arredondo (Córdoba, 1839-íd., 1917) fue un abogado y político argentino.

## Biografía
Nació en la ciudad de Córdoba el 31 de mayo de 1839 y sus padres fueron José Alejo Román y Rosa Arredondo de la Corte.
Cursó sus estudios en el Colegio Monserrat y luego en la Universidad Nacional, donde obtuvo su título de abogado. Fue escribano secretario del juez Natanael Morcillo.
Se inició en la política siendo legislador provincial en 1868. Tres años después fue fiscal, y desempeñó transitoriamente la presidencia de la Cámara de Diputados de Córdoba tras el fallecimiento de Manuel Lucero, en 1878.
Fue elegidor para presidente y vice mediante el sistema de voto indirecto que se utilizaba por entonces. Impulsó, junto a Pablo Cabrera, Rogelio Martínez y otros vecinos, la creación de un colegio para niños de bajos recursos.
En 1886, apoyó a nivel nacional la fallida candidatura de Dardo Rocha para la presidencia (siendo Miguel Juárez Celman finalmente el postulante). 
Tuvo una activa participación en la Revolución del Parque, siendo uno de los fundadores de la Unión Cívica. Al producirse su división, adhirió a la facción encabezada por Bartolomé Mitre. El 19 de agosto de 1891 fue elegido vocal de la junta directiva de la Unión Cívica Nacional de Córdoba y fue delegado a la convención electoral de aquel año.
En 1892 integró el directorio del Banco de la Provincia de Córdoba.
Fue concejal en la ciudad capital a comienzos del siglo XX, presidiendo el órgano deliberativo municipal desde 1906. En ese sentido, le correspondió ser intendente interino durante un mes, en el período comprendido entre el 18 de mayo y el 17 de junio de 1907.
Posteriormente, integró la Comisión Administradora de la ciudad, la cual fue presidida por Rogelio Martínez.